# التینکایا، وزیرکاپرو
التینکایا، وزیرکاپرو (به لاتین: Altınkaya, Vezirköprü) یک منطقهٔ مسکونی در ترکیه است که در استان سامسون واقع شده‌است.